# Ganstead
Ganstead är en by i civil parish Bilton, i distriktet East Riding of Yorkshire, i grevskapet East Riding of Yorkshire, i England. Byn är belägen 7 km från Hedon. Ganstead var en civil parish 1866–1935 när blev den en del av Bilton. Civil parish hade 105 invånare år 1931. Byn nämndes i Domedagsboken (Domesday Book) år 1086, och kallades då Gagenestad.